# ادريانو غاريدو
ادريانو غاريدو (بالبرتغالية: Francismar Adriano Dias Garrido‏) (30 نوفمبر 1972 في البرازيل - ) هو لاعب كرة طائرة برازيلي.

## وصلات خارجية
- ادريانو غاريدو على موقع قاعدة بيانات الكرة الطائرة الشاطئية (الإنجليزية)